# Артертон, Джемма
Дже́мма Кристи́на А́ртертон (англ. Gemma Christina Arterton; род. 2 февраля 1986, Грейвзенд, Кент, Англия) — британская актриса театра, кино и телевидения.

## Биография
Джемма Артертон родилась в Грейвсенде (Кент, Англия, Великобритания) в семье сварщика и уборщицы. У неё есть младшая сестра Ханна Джейн Артертон. У Джеммы было шесть пальцев на каждой руке, но ещё в детстве это исправили.
Училась в Грейвсендской средней школе для девочек в Пилам-Роуд и посещала курсы сценического мастерства. В 16 лет девушка бросила школу и поступила в колледж, но и там пробыла недолго, и, получив грант на обучение, перешла в Королевскую академию драматического искусства, окончив курс в 2007 году.
В 2007 году Артертон получила свою первую роль в теледраме Стивена Полякова «Завоевание Мэри», когда училась в драматической академии. Позже, в июле, состоялся её дебют на сцене, она сыграла Розалину в шекспировской пьесе «Бесплодные усилия любви» в лондонском театре «Глобус». В том же году стартовала и её кинокарьера: в комедии Оливера Паркера и Барнаби Томпсона «Одноклассницы» актриса получила роль Келли, на которую также претендовала Сиенна Миллер. Затем последовала роль в комедии «Трое — на вылет».

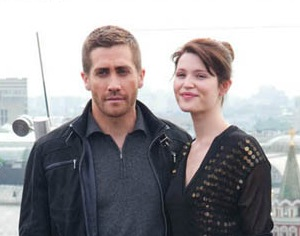
Джемма Артертон и Джейк Джилленхол, фотоколл фильма «Принц Персии: Пески времени», 11 мая 2010 года

Артертон снялась в фильме «Квант милосердия», где сыграла девушку Джеймса Бонда Строберри Филдс. После релиза фильма в октябре 2008 года Джемма Артертон стала лицом нового парфюма Bond Girl 007 от Avon.
Также актриса появилась в криминальном фильме режиссёра Гая Ричи «Рок-н-рольщик» и комедии Ричарда Кёртиса о диджеях британского пиратского радиошоу 1960-х «Рок-волна». В 2010 году она дебютировала на сцене театра в Вест-Энде в спектакле The Little Dog Laughed по одноимённой пьесе Дугласа Картера Бина. В том же году стало известно, что Артертон выступит в роли Кэтрин Эрншо в новой экранизации романа Эмили Бронте «Грозовой перевал», но впоследствии актриса покинула проект. В 2014 году сыграла главную роль в Вест-эндовском мюзикле «Made in Dagenham» в лондонском театре Adelphi.
В феврале 2016 года Артертон сыграла главную роль в передаче Нелл Гвинн по «Шекспировскому «Глобусу» в театре «Аполло» в Вест-Энде. Артертон получила высокую оценку критиков, а издание The Guardian отметило её «естественный блеск». За свою игру она была номинирована на премию Оливье за лучшую женскую роль в пьесе. В июле 2016 года она была включена в состав главного жюри конкурса 73-го Венецианского международного кинофестиваля. Также в этом году Артертон была номинирована на премию BIFA за лучшую женскую роль второго плана за роль учительницы Хелен Жюстино в фильме «Новая эра Z».

## Личная жизнь
С 2010 по 2015 год Артертон была замужем за менеджером по продажам британской фэшн-компании Стефано Кателли.
С конца августа 2019 года Артертон замужем за актёром Рори Кинаном, с которым она встречалась два года до их свадьбы. В декабре 2022 года у пары родился сын.

## Фильмография
| Год  |     | Русское название                           | Оригинальное название                         | Роль                  |
| ---- | --- | ------------------------------------------ | --------------------------------------------- | --------------------- |
| 2007 | тф  | Поимка Мэри                                | Capturing Mary                                | Лиза                  |
| 2007 | ф   | Одноклассницы                              | St. Trinian’s                                 | Келли Джонс           |
| 2008 | ф   | Трое — на вылет                            | Three and Out                                 | Фрэнки Кэссиди        |
| 2008 | ф   | Рок-н-рольщик                              | RocknRolla                                    | Джун                  |
| 2008 | ф   | Квант милосердия                           | Quantum of Solace                             | Строберри Филдс       |
| 2008 | с   | Ожившая книга Джейн Остин                  | Lost in Austen                                | Элизабет Беннет       |
| 2008 | с   | Тэсс из рода д’Эрбервиллей                 | Tess of the D’Urbervilles                     | Тэсс Дарбейфилд       |
| 2009 | кор | Совершенный                                | Perfect                                       | Поппи                 |
| 2009 | ф   | Рок-волна                                  | The Boat That Rocked                          | Дезире                |
| 2009 | ф   | Исчезновение Элис Крид                     | The Disappearance of Alice Creed              | Элис Крид             |
| 2009 | ф   | Одноклассницы 2: Легенда о золоте Фриттона | St. Trinian’s 2: The Legend of Fritton’s Gold | Келли Джонс           |
| 2010 | ф   | Битва титанов                              | Clash of the Titans                           | Ио                    |
| 2010 | ф   | Принц Персии: Пески времени                | Prince of Persia: The Sands of Time           | Тамина                |
| 2010 | ф   | Неотразимая Тамара                         | Tamara Drewe                                  | Тамара Дрю            |
| 2010 | мф  | Шевели ластами!                            | Sammy’s avonturen: De geheime doorgang        | Шелли                 |
| 2011 | кор | Удиви меня                                 | Astonish Me                                   | экскурсовод           |
| 2011 | кор | Становится поздно                          | It’s Getting Late                             |                       |
| 2012 | ф   | Византия                                   | Byzantium                                     | Клара                 |
| 2012 | ф   | Песня для Марион                           | Song for Marion                               | Элизабет              |
| 2013 | ф   | Охотники на ведьм                          | Hansel and Gretel: Witch Hunters              | Гретель               |
| 2013 | ф   | Va-банк                                    | Runner, Runner                                | Ребекка Шафран        |
| 2014 | ф   | Голоса                                     | The Voices                                    | Фиона                 |
| 2014 | с   | Внутри девятого номера                     | Inside No. 9                                  | Джерри                |
| 2014 | тф  | Герцогиня Мальфи                           | The Duchess of Malfi                          | герцогиня Мальфи      |
| 2014 | ф   | Другая Бовари                              | Gemma Bovery                                  | Джемма Бовери         |
| 2016 | ф   | Сотни улиц                                 | 100 Streets                                   | Эмили                 |
| 2016 | ф   | Новая эра Z                                | The Girl with All the Gifts                   | Хелен Джастино        |
| 2016 | ф   | Хроники любви                              | The History of Love                           | Альма Меремински      |
| 2016 | ф   | Сирота                                     | Orpheline                                     | Тара                  |
| 2016 | ф   | Их звёздный час                            | Their Finest                                  | Кэтрин Коул           |
| 2017 | ф   | Побег                                      | The Escape                                    | Тара                  |
| 2018 | мс  | Обитатели холмов                           | Watership Down                                | Ромашка               |
| 2018 | ф   | Вита и Вирджиния                           | Vita & Virginia                               | Вита Сэквилл-Уэст     |
| 2019 | ф   | Загадочное убийство                        | Murder Mystery                                | Грейс Баллард         |
| 2019 | ф   | Моя Зои                                    | My Zoe                                        | Лора Фишер            |
| 2020 | ф   | Страна солнца                              | Summerland                                    | Элис Лэмб             |
| 2020 | с   | Чёрный нарцисс                             | Black Narcissus                               | сестра Клодаг         |
| 2021 | ф   | King’s Man: Начало                         | The King's Man                                | Полли                 |
| 2022 | мф  | Изумительный Морис                         | Amazing Maurice                               | Персики (озвучивание) |
| 2022 | ф   | Шпион, которого не было                    | Rogue Agent                                   | Элис Арчер            |
| 2023 | ф   | Критик                                     | The Critic                                    | Нина Лэнд             |
| 2023 | с   | Виновные                                   | Culprits                                      | Дианна                |